# Krystyna heska
Krystyna heska (ur. 29 czerwca 1543 w Kassel, zm. 13 maja 1604 w Kilonii) – landgrafini heska, księżna szlezwicko-holsztyńska na Gottorp, żona Adolfa I.

## Życiorys
Była córką landgrafa Hesji Filipa Wielkodusznego i Krystyny, córki księcia saskiego Jerzego Brodatego, a po matce wnuczki króla polskiego Kazimierza Jagiellończyka. Została osierocona przez matkę w wieku sześciu lat. Ojciec jej jednak zadbał o staranne wykształcenie i wychowanie w duchu reformacji. W 1543 o jej rękę starał się Eryk XIV Waza, król Szwecji. Filip Wielkoduszny jednak odrzucił jego propozycję i wydał córkę za Adolfa I, księcia szlezwicko-holsztyńskiego na Gottorp. Ślub odbył się 17 grudnia 1564 na zamku Gottorp.
Krystyna heska dbała o edukację i wychowanie swoich dzieci. Była również fundatorką stypendiów dla studentów teologii, a także finansowo wspierała Kościół luterański. Jej pasją była medycyna, opracowywała nawet własne leki. Po śmierci męża twardo broniła interesów swojego domu, w czym wspierał ją jej syn Filip. Była babcią szwedzkiego króla Gustawa II Adolfa. Związana była również z rosyjską rodziną carską.

## Rodzina
Z małżeństwa Krystyny heskiej z Adolfem I pochodziło dziesięcioro dzieci:
- Fryderyk II (ur. 21 kwietnia 1568, zm. 15 czerwca 1587) – książę szlezwicko-holsztyński na Gottorp od 1586,
- Zofia (ur. 1 czerwca 1569, zm. 14 listopada 1634) – żona księcia meklemburskiego Jana VII,
- Filip (ur. 10 sierpnia 1570, zm. 18 października 1590) – książę szlezwicko-holsztyński na Gottorp od 1587,
- Krystyna (12 lub 13 kwietnia 1573, zm. 8 grudnia 1625) – żona króla Szwecji Karola IX Sudermańskiego,
- Elżbieta (ur. 1574, zm. 1587),
- Jan Adolf (27 lutego 1575, zm. 31 marca 1616) – administrator arcybiskupstwa Bremy (1585-1596), książę szlezwicko-holsztyński na Gottorp od 1590,
- Anna (ur. 1575, zm. 1615) – żona hrabiego Fryzji Wschodniej Enno III,
- Chrystian (ur. 1576, zm. 1577),
- Agnieszka (ur. 1578, zm. 1627),
- Jan Fryderyk (ur. 1 września 1579, zm. 3 września 1634) – administrator arcybiskupstwa Bremy od 1596.

### Genealogia
| Wilhelm II Średni ur. 30 III 1469 zm. 11 VII 1509 | Wilhelm II Średni ur. 30 III 1469 zm. 11 VII 1509 |                                                   |                                                   | Anna ur. 14 IX 1485 zm. 12 V 1525 | Anna ur. 14 IX 1485 zm. 12 V 1525 |  |  | Jerzy Brodaty ur. 27 VIII 1471 zm. 17 IV 1539 | Jerzy Brodaty ur. 27 VIII 1471 zm. 17 IV 1539 |                                               |                                               | Barbara Jagiellonka ur. 15 VII 1478 zm. 15 II 1543 | Barbara Jagiellonka ur. 15 VII 1478 zm. 15 II 1543 |
|                                                   |                                                   |                                                   |                                                   |                                   |                                   |  |  |                                               |                                               |                                               |                                               |                                                    |                                                    |
|                                                   |                                                   |                                                   |                                                   |                                   |                                   |  |  |                                               |                                               |                                               |                                               |                                                    |                                                    |
|                                                   |                                                   | Filip Wielkoduszny ur. 13 XI 1504 zm. 31 III 1567 | Filip Wielkoduszny ur. 13 XI 1504 zm. 31 III 1567 |                                   |                                   |  |  |                                               |                                               | Krystyna saska ur. 25 XII 1505 zm. 15 IV 1549 | Krystyna saska ur. 25 XII 1505 zm. 15 IV 1549 |                                                    |                                                    |
|                                                   |                                                   |                                                   |                                                   |                                   |                                   |  |  |                                               |                                               |                                               |                                               |                                                    |                                                    |
|                                                   |                                                   |                                                   |                                                   |                                   |                                   |  |  |                                               |                                               |                                               |                                               |                                                    |                                                    |
|                                                   |                                                   |                                                   |                                                   |                                   |                                   |  |  |                                               |                                               |                                               |                                               |                                                    |                                                    |

|                                           |                                           | Adolf I ur. 25 I 1526 zm. 1 X 1586 OO 17 XII 1564 | Adolf I ur. 25 I 1526 zm. 1 X 1586 OO 17 XII 1564 | Krystyna heska (ur. 29 VI 1543, zm. 13 V 1604) | Krystyna heska (ur. 29 VI 1543, zm. 13 V 1604) |                                               |                                               |                                          |                                          |  |  |  |  |  |  |  |  |
|                                           |                                           |                                                   |                                                   |                                                |                                                |                                               |                                               |                                          |                                          |  |  |  |  |  |  |  |  |
|                                           |                                           |                                                   |                                                   |                                                |                                                |                                               |                                               |                                          |                                          |  |  |  |  |  |  |  |  |
|                                           |                                           |                                                   |                                                   |                                                |                                                |                                               |                                               |                                          |                                          |  |  |  |  |  |  |  |  |
| Fryderyk II ur. 21 IV 1568 zm. 15 VI 1587 | Fryderyk II ur. 21 IV 1568 zm. 15 VI 1587 | Zofia ur. 1 VI 1569 zm. 14 XI 1634                | Zofia ur. 1 VI 1569 zm. 14 XI 1634                | Filip ur. 10 VIII 1570 zm. 18 X 1590           | Filip ur. 10 VIII 1570 zm. 18 X 1590           | Krystyna ur. 12 lub 13 IV 1573 zm. 8 XII 1625 | Krystyna ur. 12 lub 13 IV 1573 zm. 8 XII 1625 | Elżbieta ur. 1574 zm. 1587               | Elżbieta ur. 1574 zm. 1587               |  |  |  |  |  |  |  |  |
|                                           |                                           |                                                   |                                                   |                                                |                                                |                                               |                                               |                                          |                                          |  |  |  |  |  |  |  |  |
| Jan Adolf ur. 27 II 1575 zm. 31 III 1616  | Jan Adolf ur. 27 II 1575 zm. 31 III 1616  | Anna ur. 1575 zm. 1615                            | Anna ur. 1575 zm. 1615                            | Chrystian ur. 1576 zm. 1577                    | Chrystian ur. 1576 zm. 1577                    | Agnieszka ur. 1578 zm. 1627                   | Agnieszka ur. 1578 zm. 1627                   | Jan Fryderyk ur. 1 IX 1579 zm. 3 IX 1634 | Jan Fryderyk ur. 1 IX 1579 zm. 3 IX 1634 |  |  |  |  |  |  |  |  |